# Documento de identidad (Países Bajos)
El Documento de identidad neerlandés (en neerlandés: Nederlandse identiteitskaart, /ˈne.dər.ˌlɑn.tsə idɛnti'tɛitskart/) es emitido a los ciudadanos neerlandeses por las oficinas de registro locales en Países Bajos y las misiones diplomáticas en el extranjero.

## Información del documento de identidad
Una tarjeta de identidad holandesa incluye la siguiente información sobre el titular y el documento (con campos en neerlandés e  inglés):
- Nacionalidad (Nederlandse)
- Número del documento
- Apellido
- Nombre de pila
  - Otros nombres, en su caso
- Fotografía de identidad (ambos impresos y procesados a marca de agua)
- Fecha de nacimiento
- Lugar de nacimiento
- Estatura
- Sexo
- Número de documento de identidad
- Autoridad que emitió el documento de identidad, comúnmente el burgomaestre del municipio de residencia; por ejemplo, "Burgemeester van Utrecht"
- Fecha de emisión
- Fecha de expiración
- Firma electrónica
- La zona legible por máquina en la parte posterior comienza con I<NLD

A partir del 26 de agosto de 2006, los documentos de identidad de nueva emisión cuentan con un chip que contiene la información mencionada. Desde mayo de 2016, el documento de identidad ya no contiene las huellas dactilares del titular. El chip se ha incluido debido a la normativa europea.

### Validez
El documento de identidad neerlandés es un documento de viaje válido en toda Europa (excepto Bielorrusia, Rusia, Ucrania y Reino Unido), así como en Georgia, Montserrat (máx. 14 días), Turquía y en viajes organizados a Túnez.
La validez en los estados de la UE/AELC se basa en la membresía de la Unión Europea, mientras que la validez en Turquía se basa en el "Acuerdo Europeo sobre las Regulaciones que rigen el Movimiento de Personas entre los Estados Miembros del Consejo de Europa".
Dado que el documento se define en la ley de pasaportes neerlandesa (Paspoortwet) como un "documento de viaje de la parte europea de los Países Bajos" en lugar de un "documento de viaje del Reino", esta tarjeta de identidad no está emitida ni es válida en las islas ABC o las islas SSS.

## Uso
Todos los ciudadanos neerlandeses mayores de 14 años deben poder mostrar un documento de identidad válido cuando la policía u otros agentes del orden soliciten una identificación. El documento de identidad se usa comúnmente para este propósito, pero en su lugar se pueden usar otros documentos de identidad, como un pasaporte o una licencia de conducir.
El documento de identidad neerlandés también es un medio válido de identificación personal en varios países fuera de los Países Bajos y puede usarse como documento de viaje en esos países en lugar de un pasaporte neerlandés.

## Documento de identidad europeo
Antes de la introducción del documento de identidad neerlandés (1 de octubre de 2001) en formato de tarjeta de crédito, se emitió un documento de identidad europeo en formato ID2. Este documento también era legible por máquina y era válido para el mismo grupo de países (pero no para 11 de los 12 países de la UE que se adhirieron en 2004 y 2007). El documento también contenía información sobre la dirección del portador y tenía campos en inglés, neerlandés y francés. Después de la introducción del documento  de identidad neerlandés, los documentos de identidad europeos existentes siguieron siendo válidas hasta su vencimiento.